# 鍾麗幗
鍾麗幗，BBS，JP（1945年8月24日—），香港前高級公務員，現為新民黨成員。鍾麗幗任職公僕時以作風硬朗而聞名，穿著真絲旗袍的形象亦深入民心，1997年曾觸發中央圖書館設計爭議，離職後代表恆基地產參與西九競投工作亦引來非議。

## 簡歷
鍾麗幗父親是本地體育界名人、前市政事務署衞生科總監鍾榮光。她畢業於嘉諾撒聖心書院，1966年升讀香港大學政治及經濟學系，在學期間曾獲選為「親善小姐」，代表香港參加在日本舉行的「國際親善小姐大會」。1968年以二級榮譽資格畢業後（與商界名人梁乃鵬為同學），獲港燈聘用，與鄧蓮如胞妹鄧蕙如獲保薦到英國倫敦實習。1969年1月與任職國泰航空的港大同窗謝仕忠結婚（離婚年份不詳），同年7月加入香港政府任政務官。
在長達34年的公僕生涯中，鍾麗幗曾任職多個部門和決策局，最初任電話服務諮詢委員會秘書﹐隨後派調到布政司署、民政署、香港電台、房屋署等。她在1976年擔任首席助理房屋司，81年成為首名獲港府保送到美國哈佛大學進修的政務官，回港後出任政務總署首席助理政務司。
1982年，鍾麗幗調任荃灣理民官（現稱民政事務專員），成為新界首名女性理民官，曾引起部分鄉紳的反感。1984年轉任房屋署副署長；1986年10月任副衞生福利司；1987年11月任副行政司，曾負責處理有線電視發牌等事宜。
1989年布政司署改組後，鍾麗幗改任工務科副秘書長，主責天水圍等新市鎮發展項目。1994年調任教育署副署長，有份推動幼稚園資助計劃和檢討國際學校學額分配。翌年教署署長林煥光被調到公務員事務司，她一度被視為繼任大熱，但署長一職最終由余黎青萍頂上，她也在同年年底被調離教署，轉為公務員薪俸及服務條件常務委員會秘書長。一年後獲擢升為市政總署署長，由首長級第四級升為首長級第六級。惟因處事失當被降職到房屋局，出任副局長一職，直到2003年11月離職。

## 爭議
出身富庶的鍾麗幗作風高調，愛穿旗袍，駕著勞斯萊斯名車出入公眾場合而為人熟悉。她曾應邀出席藝人謝賢經營的酒吧開幕禮，但該酒吧並未完成領牌手續，遭到議員的批評。
1997年2月，鍾調任市政總署署長，此後經常與市政局和區域市政局的議員產生磨擦，令局、署關係惡劣。期間市署在處理霍亂、禽流感及擺放國殤之柱等問題上表現不濟，備受大眾抨擊，亦向外暴露出議會與部門間的不咬弦。
1995年動工興建、座落於銅鑼灣的香港中央圖書館，其設計爭議令鍾麗幗與時任市政局主席梁定邦在大氣電波中公開對罵，成為一時熱話。事源於鍾不滿圖書館的古典風格，擅自要求建築署重新設計圖書館，改為以玻璃幕牆為主的高科技感設計。面對市局議員質詢時，鍾辯稱繞過議會程序只為提供另一個設計選擇，又暗示自己若較早上任的話一定會否決原有設計。其後，她接受香港電台《九十年代》節目訪問時更稱梁定邦較早前已點頭首肯新設計，梁隨即致電節目斷言否認，更情緒激動地斥責對方「講大話」。
隨著事情不斷發酵，市民大眾以至政府內部均對鍾麗幗的行為操守產生疑問。她出席市局會議解釋時，仍堅持不認錯不對話，更謂「我係忠嘅」。政府在1999年決定「殺局」，市政總署隨之撤銷，但形象低落的鍾麗幗則無局長肯接收。最終她「回歸」房屋局接替梁展文出任副局長，薪級由首長級第六級降回第四級，成為少數被降職的高級公務員。
2000年5月，鍾麗幗被報章揭發炒賣房協物業荷李活華庭，摸貨轉售淨賺43萬元。雖然她聲稱按合法程序中籤購入單位，但身為房屋局副局長仍參與投機炒賣，難免為人詬病。同一時間，她位於寶雲道的住所又被發現涉僭建車房。
2003年11月，鍾麗幗年屆退休之齡，正式離開公務員行列。翌年4月，她加入香港地產商恒基地產旗下香港小輪公司，協助公司參與西九文化區的投標，被指違反公眾利益，最後被公務員事務局書面警誡。